# Metro de Cariri
El Metro de Cariri es operado por la Metrofor y, en su primera fase, posee nueve estaciones y una línea de 13,6 km de extensión. La expectativa es que transporte cerca de 5.000 usuarios cada día. La línea entró en operación de forma experimental el 1 de diciembre de 2009.
Este sistema une entre sí las ciudades de Crato y de Juazeiro do Norte y es servido por composiciones del tipo VLT. El coste inicialmente previsto para la implantación de este proyecto era de 13.223.522,32 reales brasileños, valor posteriormente actualizado a 25.190.720,90 reales.
Su implantación remodeló los 13,6 km de malla ferroviaria existente, recuperando la vía permanente y rectificando su trazado para que las composiciones puedan alcanzar una mayor velocidad entre las estaciones. En Juazeiro fueron construidas cinco estaciones y en Crato cuatro más.
En una futura fase esta línea será extendida hasta el municipio de Barbalha, partiendo de Juazeiro do Norte.

## Historia
A finales de 2006, el entonces gobernador de Ceará Lúcio Alcântara anunció la construcción del Tren de Cariri, posteriormente rebautizado como Metro de Cariri. La inauguración estaba prevista para febrero de 2007, sin embargo en enero las obras fueron paralizadas en virtud del cambio del gobernador del estado, no siendo retomadas hasta junio de 2007. 
El Metro de Cariri fue inaugurado oficialmente el 1 de diciembre de 2009, y actualmente se encuentra en operación comercial con una tarifa de 1 (un) real, funcionando en un horario constante.

## Características del Sistema
Este sistema cuenta con un total de 9 estaciones y una extensión total de 13,6 km formado en su totalidad de vías en superficie.
Los vehículos de este sistema poseen una velocidad máxima de 80 km/h y circularán a una velocidad media de 60 km/h. El ancho de esta línea es métrico en vía simple y el combustible de los trenes es diésel.

### Tabla del Sistema
| Línea   | Terminales     | Inauguración           | Longitud (km) | Estaciones | Duración de los viajes (min) | Funcionamiento                                                                   |
| ------- | -------------- | ---------------------- | ------------- | ---------- | ---------------------------- | -------------------------------------------------------------------------------- |
| Central | Fátima ↔ Crato | 1 de diciembre de 2009 | 13,6          | 9          | 40 a 60 min                  | De lunes a sábado de las 6:00 a las 19:00 y los sábados de las 6:00 a las 14:00. |

| Línea | Terminales          | Inauguración | Longitud (km) | Estaciones | Duración de los viajes (min) | Funcionamiento |
| ----- | ------------------- | ------------ | ------------- | ---------- | ---------------------------- | -------------- |
| Sobre | Juazeiro ↔ Barbalha | En estudio.  | --            | --         | --                           | --             |

### Líneas del Sistema
Línea Central del Metro de Cariri

### Flota
La flota está compuesta de dos composiciones. Ambas son del tipo VLT con capacidad para transportar hasta 330 pasajeros para una composición formada de 2 vagones climatizados con sistema de aire acondicionado. La velocidad operacional es de 60 km/h y la tracción es diesel hidráulica mecánica.
Estas composiciones están en circulación gracia a la Bom Sinal Indústria e Comércio Ltda, con sede en el municipio de Barbalha y nave de almacenamiento de los vagones en uno de los puntos de la vía férrea de Crato.
En el periodo de romerías el número de vagones es doblado para asumir la demanda.